# Partito del Popolo (Siria)
Fondato da Nazim al-Qudsi nel 1948, il Partito del Popolo (PP) è stato un partito politico siriano attivo negli lungo la fine degli anni quaranta, tutti gli anni cinquanta e l'inizio del decennio successivo. Esso costituì la maggior forza d'opposizione al Partito Nazionale e ai suoi governi, malgrado entrambi avessero militato nell'ambito del Blocco Nazionale, che agì contro la presenza francese mandataria.

## Storia
Il Blocco Nazionale si scisse nel 1947, a causa di rivalità personali e di carattere regionale. Suoi membri di antica militanza delle città del settentrione siriano (Homs, Hama e Aleppo) dettero allora vita al Partito del Popolo. Il partito rappresentava il ceto imprenditoriale del nord e del centro della Siria e gli interessi dei proprietari terrieri favorevoli a un'unione economica con l'Iraq. Il partito fu sostenuto anche dall'"aristocrazia" di Aleppo, che credeva nel tradizionale ruolo della città nel settore del commercio con la cosiddetta Mezzaluna Fertile da realizzare grazie a una federazione politica con l'Iraq hashemita, e mirava a infrangere il dominio elitario della borghesia damascena. Nazim al-Qudsi, Rushdi al-Kikhya e Abd al-Wahhab Hawmad fondarono il partito nel 1948.
Il partito sostenne il clan di Homs degli al-Atassi. Adnan al-Atassi, figlio di Hashim al-Atassi, fu uno dei padri-fondatori del partito. Hashim al-Atassi non fu invece mai membro ufficiale della formazione politica, pu sostenendola tramite suo figlio e suo nipote Faydi al-Atassi, che finì col ricoprire varie funzioni pubbliche di rilievo, tra cui quella di ministro degli Esteri. Il loro sostegno assicurò a Homs una forte base al partito.
Il PP conobbe l'acme della sua influenza nel periodo 1949—1951, sotto i regimi militari di Sami al-Hinnawi e di Adib al-Shishakli. Dopo aver ottenuto la maggioranza dei voti nelle elezioni parlamentari siriane del 1949, il partito si scontrò con Shishakli suol tema del controllo delle forze di polizia. Shishakli portò a termine un colpo di Stato il 28 novembre 1951 e fece arrestare i leader del PP, tra cui Nazim al-Qudsi e Rushdi al-Kikhya, ponendo l'ex-presidente Hashim al-Attasi agli arresti domiciliari. Il partito fu tra quelle forze che complottarono per rovesciare Shishakli due anni più tardi, riguadagnando consensi nella elezioni parlamentari siriane del 1954 e occupando posti di rilievo nei governi successivi, diventando il più grande partito in parlamento.
Il PP fu obbligato a disciogliersi, con tutti gli altri partiti siriani, durante l'effimera vita della Repubblica Araba Unita. Gamal Abd al-Nasser proibì infatti l'attività di qualsiasi formazione politica organizzata, ma il PP tornò al potere dopo la secessione voluta dalla Siria nel 1961. Il leader del partito, al-Qudsi, fu eletto presidente dopo la vittoria schiacciante nelle elezioni parlamentari siriane del 1961. Egli rimase in carica fino al nuovo colpo di Stato militare del 1963, che condusse al potere il Ba'th.
Negli ultimi anni si è discusso se ridar vita al partito in qualche forma, a seguito della relativa liberalizzazione dei requisiti richiesti per far parte del Fronte Progressista Nazionale, ma tutto ciò non si è poi concretizzato in alcun modo.